# Technologie médiévale
L'expression technologie médiévale désigne l'ensemble des techniques utilisées en Europe pendant le Moyen Âge.

## Une période d'essor technologique

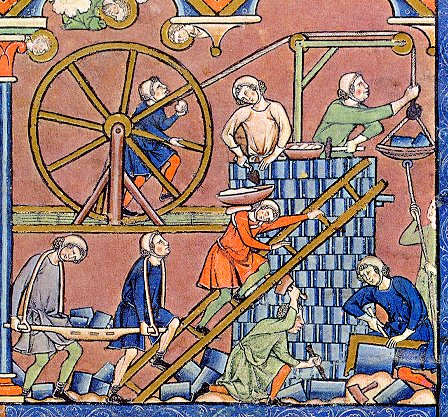
Grue de chantier mue par un ouvrier faisant tourner une roue, dite cage à écureuil

Le Moyen Âge connut de nombreux progrès techniques. En particulier au XIIe siècle l'Europe connut une accélération spectaculaire des inventions, des innovations concernant les moyens de production, une croissance économique.
Cette époque vit d'importantes avancées technologiques, notamment l'utilisation de la poudre à canon et de l'astrolabe, l'invention des lunettes, l'amélioration importante des moulins à eau, des techniques de construction, de l'agriculture, des horloges et des bateaux.
Les moulins à eau se multiplièrent et leurs usages se diversifièrent, de la meunerie à la scierie de bois ou de pierre, probablement inspirés par la technologie romaine. À la fin du XIe siècle, chaque village d'Europe avait son ou ses moulins. Les moulins étaient aussi largement utilisés dans les mines pour remonter le minerai des puits de mine, pour en extraire les métaux, et même pour actionner les soufflets. Et bien entendu pour en extraire l'eau d'infiltration, problème récurrent lors de tout forage un peu profond en Europe

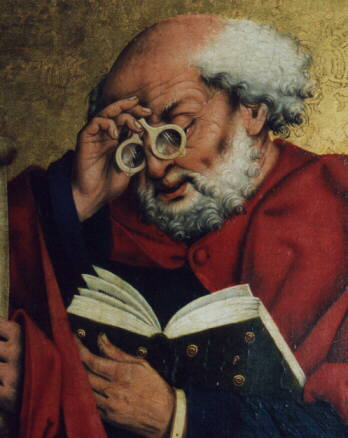
Saint Pierre lisant avec des lunettes (Allemagne, 1466)

En matière de dessin technique, les planches anatomiques de Guido da Vigevano (1345) ou les croquis de Villard de Honnecourt (1225 à 1250) peuvent être considérés comme les précurseurs des travaux des artistes-ingénieurs de la Renaissance comme Taccola et Léonard de Vinci.
Les progrès concernant les bateaux ouvrirent la voie aux grandes découvertes des XVe et XVIe siècles. L'usage du compas et de l'astrolabe, ainsi que les améliorations dans la fabrication des navires, rendirent possible la navigation à travers de vastes océans, d'où découla la domination européenne sur le commerce mondial.
La presse à imprimer mise au point par Gutenberg rendit envisageable la diffusion des connaissances au sein d'une plus vaste population. La popularisation des connaissances modifia le rapport de pouvoirs entre clercs et seigneurs en Europe. En outre, la disponibilité d'un vaste réservoir partagé de connaissance et d'expérience, combinée à la diffusion du classement alphabétique donna à cette société un essor qui lui permettra de prendre l'ascendant pendant quelques siècles sur d'autres cultures dépourvues au départ de ce patrimoine et n'ayant pas autant de moyens de le constituer.
Certains progrès techniques du XIIe siècle au XIVe siècle en Europe ont été créés par les européens eux-mêmes, souvent inspirés par l'héritage romain. D'autres progrès furent créés par l'adaptation de techniques issues de Chine et d'Inde, arrivées en Europe par l'intermédiaire des circuits commerciaux avec l'Afrique du Nord et le Moyen-Orient. Souvent, l'aspect novateur ne résidait pas dans les inventions elles-mêmes, mais dans leur mise en œuvre dans un nouveau contexte politique et économique. Par exemple, la poudre à canon était connue des Chinois depuis longtemps, mais les Européens et quelques autres peuples lui donnèrent rapidement, pour leurs querelles d'abord intérieures et ensuite extérieures, un usage militaire qui a rendu possibles les conquêtes européennes des temps modernes.

## Liste des technologies médiévales
La colonne Circa indique soit la date approximative d'invention ou d'introduction de la technique en Europe, soit la date de la première mention de son usage en Europe. Les techniques sont souvent issues d'échanges avec d'autres cultures. Les dates et lieux de l'invention des techniques d'origine non-européenne ne sont pas mentionnés ici. Pour obtenir l'histoire de chaque technique, consultez les liens.

### Technologies civiles
| Technologie                                  | Circa                                           | Remarques |
| -------------------------------------------- | ----------------------------------------------- | --- |
| Aimant                                       | XIIe siècle                                     | Première mention dans le Roman d'Enéas rédigé de 1155 à 1160. |
| Bouton                                       | XIIIe siècle                                    | Boutons et boutonnières ont constitué le moyen de plus pratique d'attacher ou de fermer les vêtements jusqu'à l'invention de la zip et du scratch. Les boutons et boutonnières furent inventés au XIIIe siècle en Allemagne de façon indépendante. Leur usage se répandit rapidement, ce qui permit l'essor des vêtements ajustés. |
| Brouette                                     | ca 1170                                         | Utilisation dans la construction, les mines et l'agriculture. Premières mentions de l'utilisation de brouettes entre 1170 et 1250 dans le Nord-Ouest de l'Europe. La première représentation est un dessin de Mathieu Paris qui date du milieu du XIIIe siècle. |
| Charrue                                      | Du Ve siècle au VIIIe siècle                    | Remplaçant l'araire, la charrue à roues dotée d'un soc métallique apparaît au Ve siècle chez les Slaves, puis elle se diffuse en Italie du Nord, dans la vallée du Pô. Au VIIIe siècle elle était utilisée dans la vallée du Rhin. En permettant une meilleure utilisation des sols riches, lourds et humides du Nord de l'Europe, elle ouvrit à l'agriculture les zones de forêts et de marais.                                                                 |
| Chiffres arabo-indiens, dits chiffres arabes | XIIIe siècle                                    | Première mention en Europe en 976, première large publication en 1202 par Fibonacci dans Liber Abaci |
| Collier d'épaule                             | Du VIe siècle au IXe siècle                     | Le harnais des chevaux de trait connut de multiples évolutions : l'attelage classique de l'Antiquité, le collier de cou du VIe siècle, le collier d'épaule du IXe siècle. S'appuyant sur les épaules du cheval, le collier d'épaule permet de déployer plus de puissance, par exemple pour tirer une charrue à soc. |
| Compas                                       | XIIe siècle                                     | Première mention dans On the Natures of Things d'Alexandre Neckam à Paris vers 1190. La boussole est soit une invention européenne indépendante, soit une technique venue de Chine par l'intermédiaire des Arabes. Le compas de navigation fut inventé en Italie vers 1300. |
| Eau-de-vie                                   | XIIe siècle                                     | Alcool obtenu par distillation dans un alambic, technique mise au point par les alchimistes du Moyen-Orient. L'eau-de-vie, inventée dans le but de créer un élixir de longue vie, eut longtemps un usage médicinal. Elle fut un remède populaire contre la peste noire au XIVe siècle. L'eau-de-vie donna naissance à de nombreuses boissons « nationales » comme la vodka, le gin, le brandy, le cognac, le schnaps, le kirsch…                                 |
| Fer à cheval                                 | IXe siècle                                      | Le principe de la protection métallique pour les sabots des chevaux semble remonter aux Romains et aux Celtes dès 50 av J.-C. Le fer à cheval cloué apparu au Moyen Âge permit aux chevaux de s'adapter aux sols non herbeux d'Europe (terrains rocailleux, montagnes) et de porter des charges plus lourdes. |
| Filigrane                                    | 1282                                            | Utilisé pour marquer les papiers dès leur fabrication et empêcher leur contrefaçon. Invention médiévale, à Bologne (Italie). |
| Gouvernail d'étambot                         | ca 1180                                         | Le gouvernail fixé au centre de la poupe par des charnières est représenté pour la première fois vers 1180 sur des sculptures d'église. Les premiers navires à en être dotés furent les cogues qui naviguaient sur la Baltique et la mer du Nord, puis la technique se répandit rapidement jusqu'à la Méditerranée. |
| Grue mue par une roue                        | ca 1220                                         | Grue mue par une roue, dite cage à écureuil. Première mention sous le nom magna rota dans les œuvres littéraires en France. On en trouve ensuite une représentation très claire dans un manuscrit d'origine française datant de 1240. La première utilisation des grues de port est attestée à Utrecht (Pays-Bas) en 1244. |
| Haut fourneau                                | 1150-1350                                       | La fonte apparaît d'abord en Europe centrale vers 1150, par exemple à Lapphyttan en Suède, à Dürstel en Suisse et dans la région de Sauerland en Allemagne. De récentes recherches ont même trouvé des traces datant d'avant 1100. La technique des hauts fourneaux est considérée comme une invention européenne indépendante. |
| Horloge                                      | Du XIIIe siècle au XIVe siècle                  | L'horloge mécanique à balancier est une invention européenne qui fut utilisée dans les clochers. |
| Houblon                                      | XIe siècle                                      | Le houblon est ajouté à la bière. Le principal intérêt du houblon est d'améliorer la conservation de la bière, ce qui permet son transport et facilite sa commercialisation. |
| Laminoir                                     | XVe siècle                                      | Pour la fabrication de plaques de métal d'épaisseur homogène. Utilisé d'abord avec des métaux malléables comme le plomb, l'or et l'étain. Léonard de Vinci décrivit un laminoir pour le fer. |
| Lunettes de vue                              | ca 1280                                         | Invention européenne, à Florence (Italie), des verres convergents pour les hypermétropes. Les verres divergents ne furent pas inventés avant le XVe siècle. |
| Martinet                                     | ca 1100                                         | Utilisé en métallurgie pour cingler les loupes des bas fourneaux et des forges catalanes, à la place du marteau. La source la plus ancienne et la plus sûre est une mention de son usage en 1135 à l'abbaye de Clairvaux, point de départ d'une diffusion rapide et bien documentée dans toute l'Europe,. Certaines recherches suggèrent tout de même une origine dans la catalane de la technologie. Il fut finalement remplacé par le marteau-pilon vers 1880. |
| Métier horizontal à pédales                  | XIe siècle                                      | Les pédales sont utilisées pour soulever tour à tour un certain nombre de lisses différentes. Les métiers horizontaux à pédales, plus rapides et plus faciles à manœuvrer, permettent d'obtenir des motifs plus complexes. |
| Meule à affûter                              | 834                                             | Cylindre de pierre abrasive, souvent du grès, mis en rotation pour aiguiser le tranchant des lames de fer. Procédé long et difficile. La première mention d'une meule à affûter, actionnée avec une manivelle, apparut en Europe centrale dans le psautier d'Utrecht. |
| Miroir                                       | 1180                                            | Première mention d'un miroir fait en verre en 1180 par Alexandre Neckam : « Enlevez le plomb qui est derrière le verre et il n'y aura plus l'image de celui qui regarde dedans ». |
| Moulin à marée                               | VIIe siècle                                     | Invention médiévale, c'est un moulin à eau construit sur un rivage marin, qui utilise l'énergie marémotrice,. |
| Moulin chandelier                            | ca 1180                                         | Moulin à vent dont tout le corps pivote pour s'orienter au vent. Invention européenne, mentionnée pour la première fois en 1185 au Yorkshire (Royaume-Uni). Surtout utilisé pour moudre des céréales ou assécher des polders, et plus tard comme moulin à papier. |
| Papier                                       | VIIIe-XIIe siècle (dans l'islam et en Occident) | Invention chinoise, le papier se diffusa dans l'islam à la suite de la bataille de Talas (751), puis en Europe à partir du XIIe siècle depuis Al-Andalus (Andalousie). Dès le début, sa fabrication s'effectua dans des moulins à eau spécialisés appelés « moulins à papier ». |
| Peinture à l'huile                           | ca 1410                                         | Dès le XIIIe siècle, la peinture à l'huile commença à être utilisée par-dessus la tempera (peinture au jaune d'œuf). La véritable percée de la peinture à l'huile est due au peintre flamand Jan van Eyck, qui aurait mis au point vers 1410 un mélange stable de pigments broyés dans l'huile siccative. |
| Piège à souris                               | ca 1176                                         | Première mention dans le roman de chevalerie Yvain ou le Chevalier au lion par Chrétien de Troyes. |
| Pont en arc                                  | 1345                                            | Le ponte Vecchio en Italie est le premier des ponts en arc elliptique construits en pierre. |
| Presse                                       | 1453                                            | Johannes Gutenberg a inventé les caractères mobiles en plomb à la place de la xylographie (gravure sur bois d'une page entière). Les caractères en plomb étaient recyclables et la composition des pages était accélérée. |
| Pressoir                                     | ca 1100                                         | Première machine permettant d'appliquer une pression sur une surface plane. Son principe fut repris plus tard pour la presse typographique. |
| Puits artésien                               | 1126                                            | Une longue tige, portant à son extrémité une lame de fer tranchante, est plantée dans le trou à forer. Le haut de la tige est frappé à plusieurs reprises avec un marteau, jusqu'à ce que l'eau soit atteinte. L'eau souterraine sous pression jaillit d'elle-même du trou. Il n'est pas nécessaire de pomper. Le nom puits artésien vient de la province de l'Artois, où le premier puits artésien fut foré par des moines chartreux en 1126.                   |
| Quarantaine                                  | 1377                                            | D'une durée de 40 jours à l'origine - d'où son nom - la quarantaine fut créée par la république de Raguse en Croatie ; elle servit de mesure préventive contre la peste noire. La quarantaine fut ensuite adoptée par la république de Venise en Italie, puis de là elle se répandit dans l'Europe entière. |
| Rouet                                        | XIIIe siècle                                    | Le rouet, apparu au XIIIe siècle en Europe, venait probablement d'Inde. |
| Sablier                                      | 1338                                            | Un moyen de mesure du temps assez fiable, économique et précis. Contrairement à l'eau dans une clepsydre, le sable a un débit constant, qui ne dépend pas du niveau dans le réservoir du haut. De plus, il n'est pas susceptible de geler. Le sablier est une invention médiévale, mentionnée pour la première fois à Sienne en Italie. |
| Savon                                        | IXe siècle                                      | L'usage du savon se répandit en Europe au IXe siècle sous une forme semi-liquide, le savon dur étant mis au point par les Arabes au XIIe siècle. |
| Soie                                         | VIe siècle                                      | Dès l'Antiquité, la soie était importée de Chine via la route de la soie. La fabrication de la soie commença en Europe orientale au VIe siècle et en Europe occidentale au XIe siècle ou XIIe siècle. En Toscane (Italie), la technique se répandit au cours du XIIe siècle. Les fabriques de soie, qui utilisaient l'énergie hydraulique, peuvent être considérées comme les premiers moulins industriels textiles.                                             |
| Voûte d'ogives                               | XIIe siècle                                     | A permis l'essor de l'architecture gothique. Les voûtes purent désormais être plus hautes et recouvrir des espaces rectangulaires de longueurs différentes. La voûte d'ogives facilite aussi beaucoup la construction des échafaudages. Elle remplaça partout l'ancienne voûte en berceau de l'architecture romane. |

### Technologies militaires
| Technologie             | Circa              | Remarques |
| ----------------------- | ------------------ | --- |
| Arbalète à arc en acier | Fin du XIVe siècle | Invention européenne. Pour l'armer, elle était associée à plusieurs sortes de crics, ce qui augmentait sa puissance et en faisait la première arbalète mécanique à main. |
| Arc long anglais        | XIIIe siècle       | Utilisé par un grand nombre d'archers entraînés et disciplinés, grâce à sa grande cadence de tir et sa puissance, l'arc long anglais contribua au déclin de la chevalerie médiévale. Il fut en particulier utilisé avec succès par les Anglais contre la cavalerie française durant la guerre de Cent Ans (1337 - 1453). |
| Armure de plaques       | Fin du XIVe siècle | Cette armure, à la fois par la protection qu'elle procurait et par les compétences en métallurgie qu'elle nécessitait, resta inégalée jusqu'à l'ère industrielle. Les armures complètes, entièrement composées de plaques métalliques, apparurent vers la fin du XIVe siècle. |
| Bombarde                | 1324               | Technologie venant des Arabes ou des Mongols, les bombardes sont mentionnées pour la première fois en Europe lors du siège de Metz en 1324. En 1350 Pétrarque écrivait « Ces instruments qui tirent des boulets de métal avec un terrible vacarme et des éclairs de feu … étaient, il y a quelques années, fort rares et regardés avec stupéfaction et admiration ; mais à présent ils sont devenus aussi courants et familiers que toute autre sorte d'armes ». |
| Éperon                  | XIe siècle         | Inventé par les Normands, il apparaît en même temps que la selle à troussequin relevé. Grâce à ses éperons, le chevalier pouvait contrôler son destrier avec ses pieds plutôt qu'avec ses mains. Les éperons remplaçaient la cravache et laissaient les mains libres. Au XIIIe siècle on connaissait déjà les éperons à molettes dentées comme ceux des films de cow-boys. Des éperons dorés étaient offerts symboliquement aux nouveaux chevaliers. De nos jours encore, l'expression « gagner ses éperons » signifie prouver sa valeur.                                                                                           |
| Étrier                  | VIe siècle         | Inventé au IVe siècle par les nomades des steppes de la Mongolie et du Nord de la Chine. Il se diffusa vers l'Ouest et apparut au VIe siècle à Byzance, puis au VIIIe siècle dans l'Empire carolingien. Les étriers permettaient au chevalier de manier l'épée et de frapper à distance. Ils apportèrent ainsi un bénéfice intéressant à la cavalerie. |
| Poudre noire en grains  | Fin XIVe siècle    | D'abord pratiquée en Europe, la fabrication de poudre noire sous forme de grains procure une combustion plus rapide et plus puissante. Elle présente également l'avantage d'améliorer la conservation de la poudre, facilitant ainsi son stockage et son transport vers les lieux des combats, ce qui représenta un progrès déterminant pour son usage militaire. |
| Selle arquée            | 1050               | Le pommeau et le troussequin surélevés procurent au chevalier une assiette stable et permettent de maintenir la lance sous un bras sans risquer d'être déséquilibré. Cette innovation permit au chevaliers de charger au grand galop avec une meilleure efficacité que les cataphractaires et donna naissance à la véritable cavalerie lourde. |
| Tactique multiarmes     | 1333               | La bataille de Halidon Hill en 1333 fut la première bataille médiévale où fut employée une tactique organisée combinant les différents types de forces armées. Les cavaliers descendus de cheval et les hommes d'armes à pied furent encadrés par des archers, combinant ainsi la stabilité et la force de frappe des lances de l'infanterie lourde avec la mobilité et l'efficacité des flèches des archers. La combinaison cavaliers démontés - hommes d'armes à pied - archers demeura la tactique caractéristique des armées médiévales jusqu'à la bataille de Flodden Field en 1533 qui démontra l'efficacité de l'artillerie. |
| Trébuchet à contrepoids | XIIe siècle        | Mus par la seule force de gravité, les trébuchets lançaient d'énormes pierres à des distances plus grandes que les catapultes. Ils révolutionnèrent les techniques médiévales de siège et de fortification. Originaires de Méditerranée orientale, ils se répandirent dans les États latins d'Orient vers 1120, à Byzance vers 1130 et en Europe dans la seconde moitié du XIIe siècle. |